# Alcides Veira
Alcides Short Veira – brazylijski wioślarz, olimpijczyk.
Brał udział w igrzyskach olimpijskich w 1920 (Antwerpia). Wystąpił w czwórce ze sternikiem, w której wraz z kolegami odpadł w pierwszej rundzie (tu: półfinałach). Brazylijczycy zajęli drugie miejsce w swym wyścigu (z czasem 7:25,4), przegrywając jednak z Amerykanami, którzy awansowali do finału.